# 長野県道8号飯田南木曽線
長野県道8号飯田南木曽線（ながのけんどう8ごう いいだなぎそせん）は、長野県飯田市から木曽郡南木曽町へ至る県道（主要地方道）である。

## 概要
大平街道の一部であり、伊那谷と木曽谷を結ぶ数少ない路線の一つ。
大平街道は三州街道（伊那街道）と中山道を結ぶ街道であり、街道中の飯田峠、大平峠（飯田市・南木曽町境界、別名木曽峠）の二つの峠の間に大平宿がある。この大平街道はさらに国道256号を経由して中山道（長野県道7号中津川南木曽線交点）に至る。
以前は県道幸助飯田線として南木曽町幸助を起点としていたが、主要地方道に指定された後、起終点を交換して現在の路線となる。

### 路線データ
- 路線認定[1]
  - 起点：飯田市
  - 終点：木曽郡南木曽町
  - 重要な経過地：なし
- 道路の区域[2]

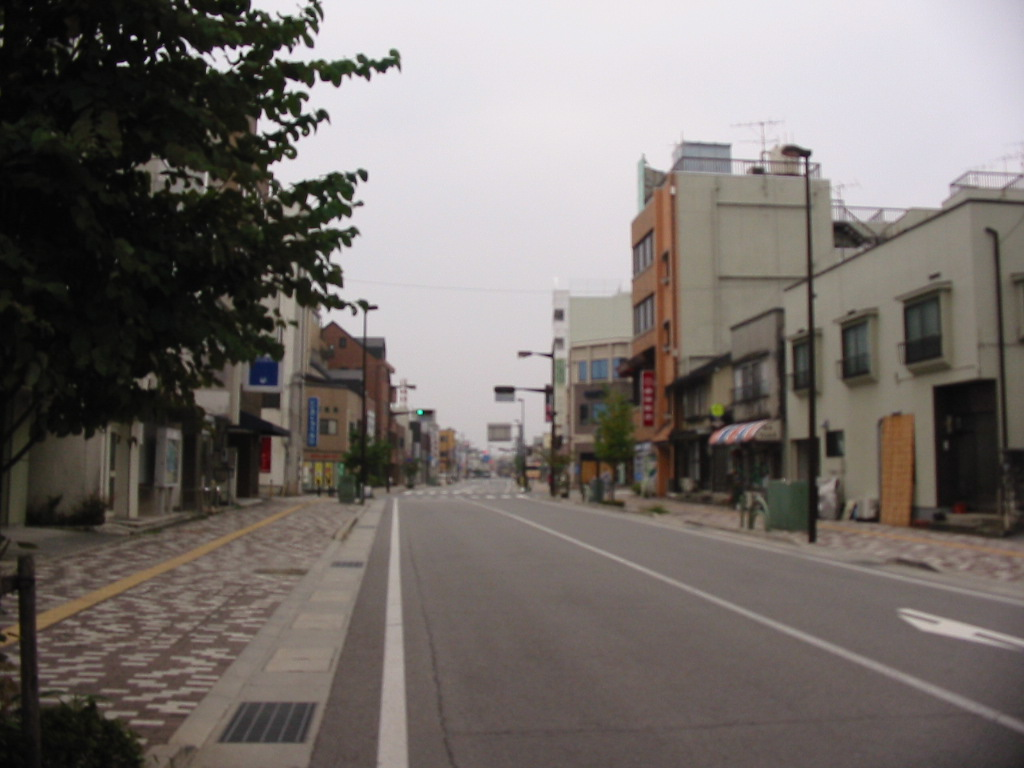
起点付近

  - 起点：飯田市中央通り3丁目44番地先（中央通り3・4丁目交差点、国道151号・長野県道15号飯島飯田線・長野県道21号飯田停車場線交点）
  - 終点：木曽郡南木曽町吾妻字夏焼大山細畑保神4689番の3地先（国道256号交点）
  - 実延長距離：29.6286 km
- 道路法第7条第1号該当号：1号[3]

## 歴史
- 1920年（大正9年）：下伊那郡飯田町から岐阜県界西筑摩郡山口村間を県道飯田中津川線へ認定（西筑摩郡吾妻村からは國道14号（現・国道19号）と重複）[4]。
- 1936年（昭和11年）：内務省指定県道となる。
- 1954年（昭和29年）1月20日：主要地方道中津川飯田線を指定。阿智村経由となったことから大平街道は主要地方道に指定されなかった。
- 1959年（昭和34年）8月1日：長野県道幸助飯田線の認定[5]。
- 1993年（平成5年）5月11日：建設省から、県道幸助飯田線が飯田南木曽線として主要地方道に指定される[6]。
- 1994年（平成6年）4月1日：長野県道262号幸助飯田線を長野県道8号飯田南木曽線へ変更[1]。

## 地理

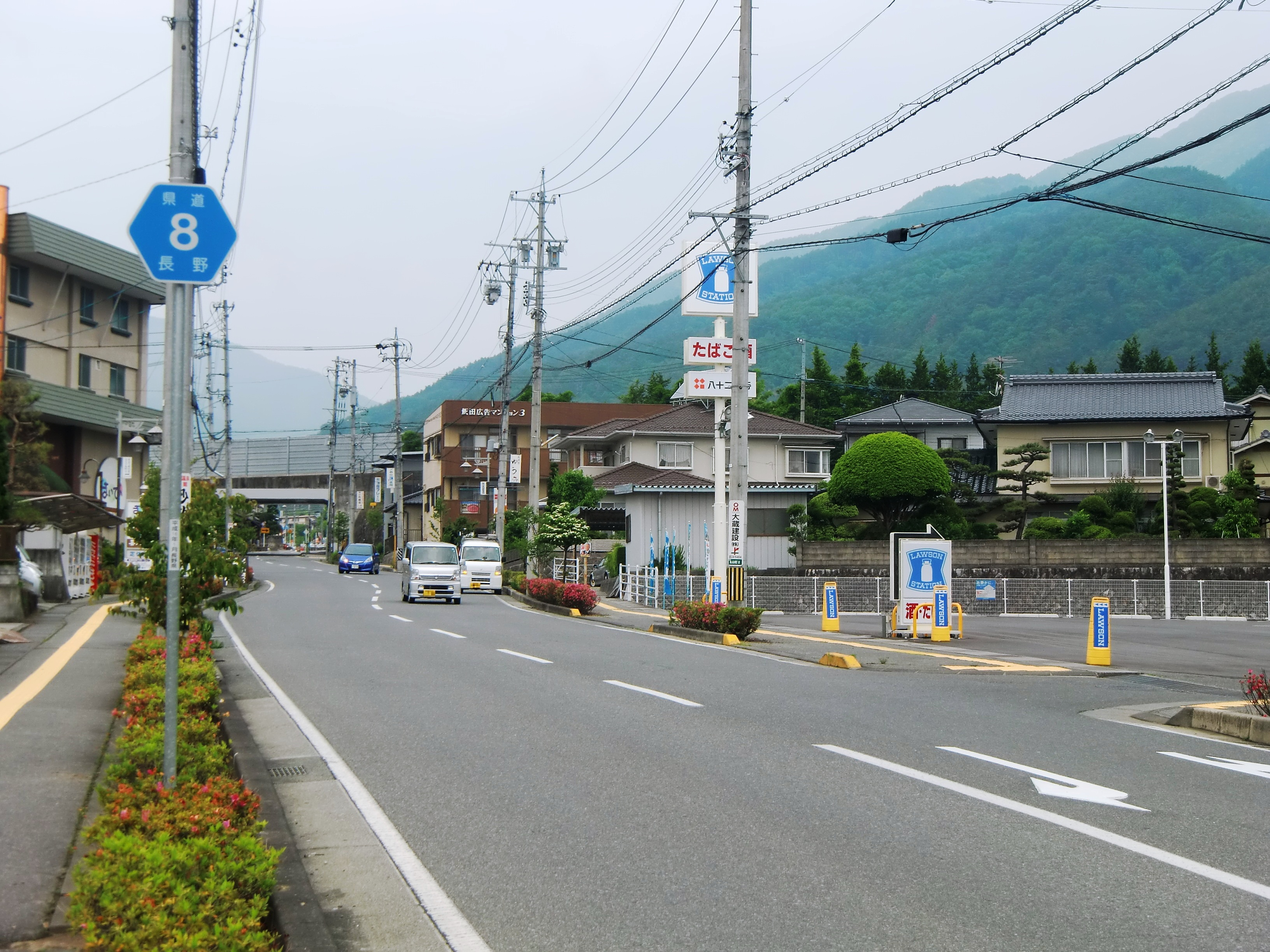
飯田市白山町（2012年5月撮影）

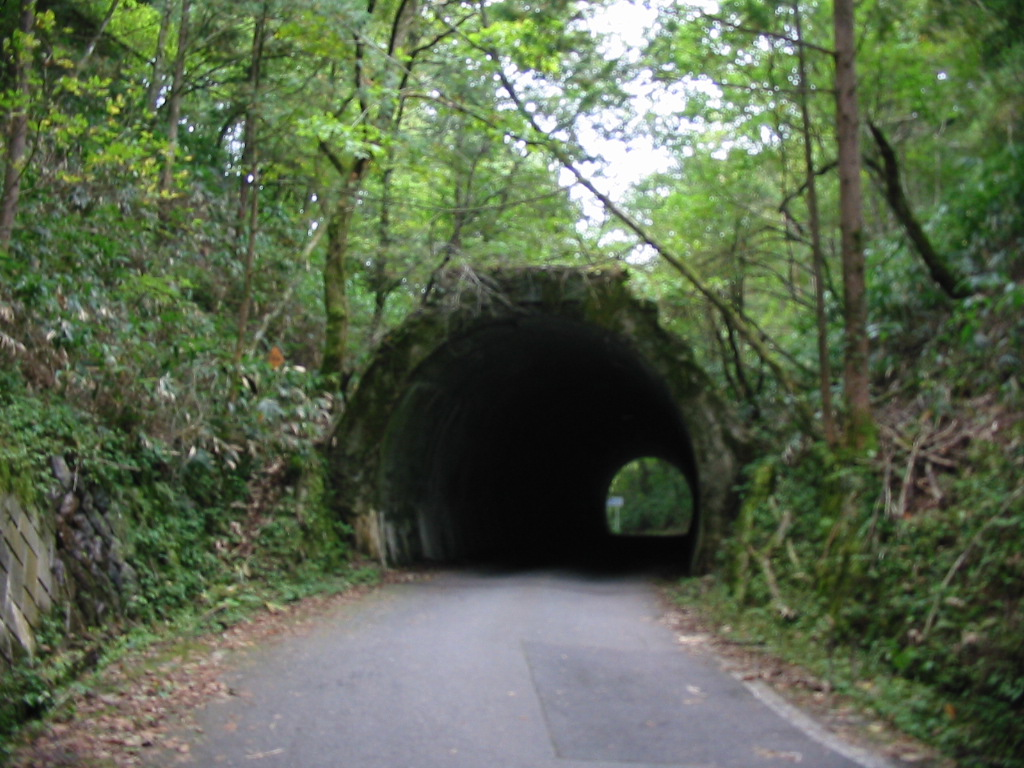
大平峠

### 通過する自治体
- 飯田市
- 木曽郡南木曽町

### 交差する道路
- 国道151号（長野県道18号伊那生田飯田線 重複）・長野県道15号飯島飯田線・長野県道21号飯田停車場線（飯田市中央通り3丁目・中央通り三・四丁目交差点、起点）
- 長野県道15号飯島飯田線（飯田市白山町・白山町3丁目交差点）
- 国道256号（木曽郡南木曽町吾妻、終点）